# Terebra crenifera
Terebra crenifera är en snäckart som beskrevs av Gérard Paul Deshayes 1859. Terebra crenifera ingår i släktet Terebra och familjen Terebridae. Inga underarter finns listade i Catalogue of Life.